# Будинок на вулиці Поштовій, 36 (Кривий Ріг)
Житловий будинок на проспекті Поштовому, 36 (Центрально-Міський район) збудований у 1932 р.

## Передісторія
У 1930 р. товариство «Червоний будівельник» розпочало будівництво по вулиці Карла Маркса (сучасний проспект Поштовий, 36) чотириповерхової житлової споруди вартістю 155 тисяч карбованців. Розробка проекту Харківського «Діпромістобуду». Особливість споруди полягає у чотирьох прохідних під'їздах, що дає можливість мешканцям 31 квартири будинку вийти як у внутрішній двір, так й на головну вулицю міста.
З 1932 р. до 1940 р. у будинку мешкали співробітники міського відділення НКВС СРСР.
У 1980-х роках на першому поверсі споруди діяв продовольчий магазин № 4.
Відповідно до розпорядження голови Дніпропетровської державної адміністрації від 12.04.1996 р. № 158-р житловий будинок по проспекту Поштовому, 36 є пам'яткою архітектури місцевого значення міста Кривий Ріг з охоронним номером 139.

## Споруда
Пам'ятка — єдиний житловий будинок в стилі «конструктивізм» по проспекту Поштовому, має 4 поверхи, 4 під'їзди, 31 квартиру. Цегляна, тинькована споруда з об'ємно-просторовою композицією. Стінки першого поверху різнокольорові, 2-4 поверхи — коричневі, віконні ризаліти під'їздів — темно-сірі, підвалини — чорні. Біля четвертого під'їзду зроблено наскрізний проїзд у вигляді прямокутної арки.